# Суспільні ризики науково-технічного прогресу
Суспільні ризики науково-технічного прогресу
НТР зумовлює також зміни в характері праці, змінюються форми взаємозв'язків учасників виробництва, удосконалюються процеси обміну результатами праці. Науково-технічна революція відкрила нові способи і методи управління високопродуктивними багатогалузевими технологічними системами (телекомунікаційні мережі, швидкодійні системи контролю і оброблення інформації тощо).
Усі ці та інші процеси потребують істотних змін в умовах життя і праці людини, освоєння більш складних професій, що можливо лише для людей із достатнім освітнім, професійним (економічним) і культурним рівнем.
Усебічний технічний прогрес, масове застосування машин, небувале зростання видобутку й металургійної переробки корисних копалин привели до змін усієї економічної та суспільної структури. Уперше найбільший внесок у матеріальний добробут робить не сільське господарство (як було протягом тисячоліть), а переробка мінеральної сировини, різноманітна фабрична продукція. «Залізо й вугілля — ось полюси, навколо яких обертається усе життя нового часу» — справедливо зазначав Отто фон Бісмарк. Доступні ресурси земних надр слугували своєрідним регулятором темпів матеріального виробництва й товарно-грошових відносин. Вони значною мірою зумовлювали парадигми суспільного розвитку. Промислова революція супроводжувалась поділом і стрімким підвищенням продуктивності праці, швидкою урбанізацією, зміною способів пересування й зв'язку, і, щонайважливіше, помітним зростанням споживчого рівня населення, а також збільшенням середньої тривалості життя. Деякі оптимісти індустріального поступу навіть проектували ідеальні промислові міста, які незабаром повинні були стати щасливим пристановищем робочого люду.
На жаль, справжнє життя виглядало зовсім по-іншому. Спостерігалося різке загострення соціальних проблем, зумовлене величезним припливом сільського населення до міст і гірничих селищ, формуванням нової суспільної верстви найманих робітників. Про труднощі й поневіряння колишніх селян так писав французький історик Ф. Бродель: «Мешкати в місті, працювати у величезних приміщеннях, витримувати малоприємний контроль майстрів, коритися їм, не мати свободи вільного пересування, прийняти жорстко усталені години праці (10—12 годин щодня, — авт.) — усе це було важким випробуванням». Ілюстрацією екологічно небезпечної, виснажливої, руйнівної сили, що нищить особистість людини праці на металургійних заводах і шахтах, можуть бути наведені тут образи, створені видатними європейськими поетами.
- Еміль Верхарн «Заводи»: «Вздовж берегів, громадами гучними, Перетинаючи околиці міські, Де злидні купчаться задимлені, цупкі, Клекочуть фабрики й заводи.

Гранітні куби різної породи, Цегельні стіни простяглись на милі, І їх спинить ніхто не в силі…
Автоматичні та ретельні, Робітники з фабричної пекельні, Напружуючи м'язи рук, Вирівнюють нестримний рух
Міцного велетня…»
- Леся Українка «Дим»: «Ми в'їхали у передмістя. Чорні, Закурені стояли там будинки, Суворі та непишні. По будинках

До вікон хустя прип'ялось, мов злидні, Що їх ні в двері, ні в вікно не випреш, А з вікон визирали, мов привиддя, Якісь бліді, невільницькі обличчя.
А над усім той дим, той легкий дим, Що не гризе очей, притьмом не душить,
А тільки небо ясне застилає
І краде людям сонечко веселе, П'є кров з лиця і гасить людський погляд…»
Приплив величезної кількості робітників у гірничі галузі, майже звів нанівець «особливий статус» гірників минулого, їхні традиції й особливу корпоративну культуру, цим наблизивши їх до універсального типу робочого люду. Насамперед це стосувалось вуглярів, оскільки більшість вугільних шахт розташовувалось у тих реґіонах, де гірничого промислу раніше не було. Нові робітники шахт, призвичаєні до родинного сільського господарства, ставилися до гірничої справи як до вимушеної, непритаманної їм, до того ж тимчасової праці заради заробітку. Вони становили цілковиту протилежність поколінню старих гірників. Прагнення власників копалень до максимального визиску робочої сили позбавляло цих людей будь-яких умов для розвитку нормального життя. Світова література залишила яскраві й правдиві спостереження жахіть, у яких жили й працювали гірники нового часу. Їхні долі ставали «паливом для локомотиву прогресу» (Е. Золя «Жерміналь», Е. Сінклер «Вугілля-король», І. Франко «Борислав», М. Загірня «Під землею» та ін.).
Лейтмотивом соціальних протестів тих часів проти гноблення і гнобителів можуть слугувати широко відомі рядки революційного «Інтернаціоналу» Ежена Потьє, де, зокрема, протиставлені власники й робітники гірничих підприємств: «Огидливі в своїй мерзоті, Руди й вугілля королі, На нашій каторжній роботі
Ви свій достаток нажили…»
Крім жорстокого визиску робітників, нові машинні підприємства принесли з собою ще одну проблему — розорення кустарного дрібнотоварного виробництва, масове безробіття (одна машина часом заміняла працю десятків робітників). Населення цілих районів Англії розпочало таємну війну з новою технікою під гаслом «Руйнуй машини!». Подібно до легендарного Робін Гуда (захисника бідних в епоху середньовіччя), у часи промислової революції з'явився новий народний герой — генерал Нед Лудд. Поговір приписував цьому міфічному генералові (колишньому підмайстру, який нібито першим знищив свій верстат) провід над стихійними виступами проти застосування машин. В архівах кінця XVIII — початку XIX ст. збереглися характерні послання, які луддити залишали промисловцям на місці знищених машин, наприклад: «Твої пекельні машини, що були на околиці села, ми зруйнували вщент. Твої зв'язані робітники лежать у придорожній канаві. Так попереджають тебе голодні, яких після цих діянь очікують вдома знедолені жінки та діти. Якщо ти купиш нові машини або будеш продовжувати, як донині, то ще почуєш нас. Стережись! Генерал Лудд». В окремих графствах Англії йшла жорстока збройна боротьба між луддитами й державними військовими підрозділами. Знищення машин (індустріальний саботаж) каралося смертною карою.
Двоїстої думки щодо наслідків технічного прогресу трималася значна частина мислителів XVIII—XIX ст. Навіть «предтеча» промислової революції Джеймс Ватт свою першу дослідну машину, що будувалася в маєтку Дж. Ребека Кіннель-Хаус, назвав «Вельзевул» . Це, звісно був жарт, але жарт від Ватта, що вказав на його тривогу за майбутнє, вагання щодо співвідношення добра та зла, які вносив технічний прогрес у життя людини. Використання людського розуму й знання для особистої корисливої мети, для загарбання світу, збагачення та владарювання символізує тріумф зла, який на засторогу інженерам і винахідникам зобразив знаменитий мистець Ян Матейко. Його символічні полотна прикрашають актову залу Львівської політехніки.
Характерну рису байдужості до всього живого й одухотвореного помітив у рисах індустріальної епохи поет Павло Тичина, що й відобразив у своєму «Псалмі залізу»: « Минув, як сон, блаженний час
І готики, й бароко.
Іде чугунний ренесанс, Байдуже мружить око».
Лев Толстой також застерігав, що «в аморальному суспільстві всі винаходи, що вивищують владу людини над природою, не тільки не благо, але безсумнівне й очевидне зло». Славетний Франко так описував своє бачення важкої праці гірників: «Довгі літа мав я спосібність придивлятися тій страшенній експлуатації, що, мов зараза, шириться щораз дальше, …мав я спосібність оглядати й немало сумних-сумних наслідків її». Нідерландський теоретик культури Йоган Гейзинга зазначав: «Бастіони технічної досконалості, економічної й політичної ефективності жодним чином не захищають нашу культуру від сповзання у варварство. Дикунство теж може користуватися всіма цими досягненнями. Озброєне з такою досконалістю воно стане тільки сильнішим і деспотичнішим».
Лише за одне сторіччя, з 1870 по 1970 рр., річне виробництво сталі у світі збільшилося майже в 700 разів. З невеликою похибкою можна вважати, що одне покоління в другій половині ХХ ст. споживало таку ж кількість мінеральних ресурсів, яку могли б спожити 700 поколінь, якби залишались на технічному рівні середини XIX ст. (при цьому населення Землі протягом століття зросло лише в 4 рази). Більша частина цих ресурсів пішла на військові озброєння, ведення світових і локальних війн, а також на ліквідацію їх руйнівних наслідків. Уже в XVIII ст. англійський філософ Дж. Стюарт, аналізуючи прискорення темпів технічного прогресу, привернув увагу до проблеми можливого вичерпання мінеральних ресурсів. Його сподівання на майбутнє були пов'язані з гармонійним суспільством, яке забезпечить заощадження корисних копалин і винайде альтернативні джерела їх заміни. Він стверджував: «Первісні продукти землі, кількість яких обмежена, надані людині природою цілком так само, як юнаку надається невелика сума грошей з метою вивести його на шлях пожиточної праці та успіху». На жаль, примноження матеріальних благ без відповідного духовного поступу людства сприяли жадібному й марнотратному використанню найбільш доступних мінеральних ресурсів (катастрофічні війни, гонка озброєнь, екологічні лиха, «суспільство споживання»). Вихід на «шлях пожиточної праці та успіху» (за Стюартом) як і раніше потребує зміни парадигми суспільного розвитку.